# 桜丘中学・高等学校 (東京都)
桜丘中学・高等学校（さくらがおかちゅうがく・こうとうがっこう）は、東京都北区滝野川一丁目に所在し、中高一貫教育を提供する私立中学校・高等学校。高等学校において、中学校から入学した内部進学の生徒と高等学校から入学した外部進学の生徒との間では、特進クラスにあっては第1学年から、特待クラスにあっては第2学年から混合してクラスを編成する併設型中高一貫校。だが、2018年度より特待クラスも1年次から混合クラスとなった。2004年まで女子校だったが共学化された。

## 教育方針
「勤労と創造」
〜誰も知らない未来を創れるヒトに〜

## 沿革
- 1924年 - 和洋女子職業学校設立。
- 1935年 - 桜丘女子商業学校に改組。
- 1947年 - 学制改革により、新制の桜丘女子中学校設置。
- 1948年 - 新制桜丘女子高等学校設置。
- 1952年 - 学校法人嘉悦学園と経営統合、学校法人日本女子学園設置。
- 1959年 -嘉悦学園と再分離、学校法人桜丘学園を再興。
- 1967年 - 中学校の募集を停止。以後休校状態に入る。
- 1995年 - 中学校の募集を再開。
- 2004年 - 男女共学化。
- 2021年 - ４コース制開始
- 2024年 - 開校100周年[2]

## 行事
- 4月　入学式・始業式・新入生歓迎会・クラブ紹介
- 5月　1・2年日帰り校外学習（中）　生徒会役員選挙・生徒総会（高）
- 6月　一学期中間考査・体育祭・検索コンテスト　春歌舞伎鑑賞会（高）
- 7月　一学期期末考査　語学研修（高）
- 8月　校内夏期進学講習・交換留学（高）
- 9月　桜華祭(文化祭)　オーストラリア異文化体験（中3年）・夏期合宿（中1年）・広島平和学習旅行（中2年）・サマーキャンプ（中3年）・学力テスト（中）　異文化体験旅行（高2年）
- 10月　創立記念日(28日)・二学期中間考査
- 11月　検索コンテスト・秋ミュージカル鑑賞会（中高2年）
- 12月　二学期期末考査・音楽鑑賞会　3年卒業考査（高）
- 1月　レシテーション大会・高校入学試験（中）
- 2月　スピーチコンテスト（中）
- 3月　学年末考査　卒業式　修了式

## 特色

### コース
※2021年度生より  
- スーパーアカデミックコース(Sコース)
  - 最難関大学合格を目指し知識のアウトプット能力を習得する
- アカデミックコース(Aコース)
  - 高校2年生から自分の興味関心に合わせカリキュラム編成が可能
- グローバルスタディーズコース(Gコース)
  - 語学留学を通じて世界と触れ合える
- キャリアデザインコース(Cコース)
  - 企業インターンシップなどを通じ、推薦入試に対策

の4コース制を開始。

### 教育
- 進学教育
- 英語教育 - 週一回の英単語テストやネイティブスピーカー（Native English Speaker＝英語を母語として話す）の常駐等、コミュニケーション能力の育成に重点をおき、「使える英語」の習得を目指す。
- 情報教育

## 部活動
- 運動部
  - サッカー
  - 硬式野球
  - 少林寺拳法
  - バスケットボール
  - ゴルフ
  - ダンス
  - 硬式テニス
  - バドミントン
  - 剣道
  - 体操
  - バトントワリング
  - バレーボール
  - 卓球
- 文化部
  - 茶道
  - 軽音楽
  - 文芸
  - 演劇
  - 合唱
  - 漫画研究
  - 放送
  - 英語
  - 書道
  - 聖書研究
  - 写真
  - 自然科学
  - 家庭科
  - 華道
  - パソコン
  - JRC部（青少年赤十字クラブ）
  - ブラスバンド
  - 美術
  - 鉄道総合研究

## 交通
出典 : 
電車
| 路線名           | 最寄り駅           | 出口       | 徒歩所要時間 |
| ---------------- | ------------------ | ---------- | ------------ |
| JR京浜東北線     | 王子駅             | 中央改札口 | 7分          |
| 東京メトロ南北線 | 王子駅             | 1番        | 8分          |
| 都営三田線       | 西巣鴨駅           | A2         | 8分          |
| 都電荒川線       | 滝野川一丁目停留場 |            | 1分          |

バス
| 運行事業者           | 系統・コース     | 下車停留所                |
| -------------------- | ---------------- | ------------------------- |
| 都営バス             | 王40甲           | 「滝野川二丁目」、徒歩2分 |
| 都営バス             | 王55             | 「滝野川二丁目」、徒歩2分 |
| 都営バス             | 草64             | 「滝野川二丁目」、徒歩2分 |
| 北区コミュニティバス | 王子・駒込ルート | 「飛鳥山公園」、徒歩4分   |

## 著名な出身者
- 美弥るりか（元宝塚歌劇団月組男役）
- 山崎聡一郎（教育研究者、ミュージカル俳優、写真家）